# Turiasauria
Los turiasaurios (Turiasauria) son un clado de dinosaurios saurópodos que vivieron desde el Jurásico Superior hasta el Cretácico Inferior (hace aproximadamente 156 y 124 millones de años, el Kimmeridgiense hasta el Aptiense), en lo que es hoy Europa y América del Norte.

## Historia

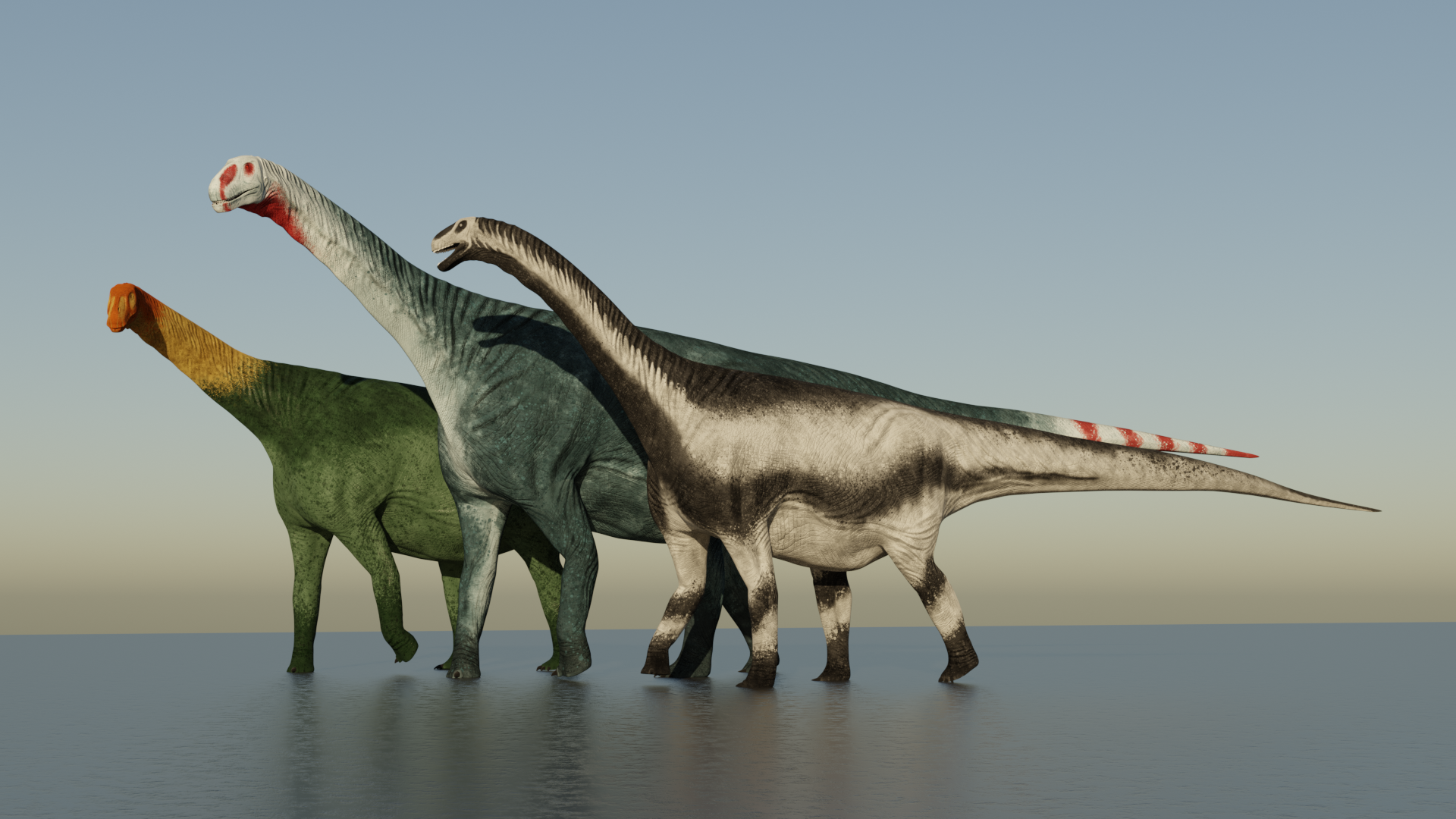
Recreación de los turiasaurios ibéricos Losillasaurus, Turiasaurus y Zby

Turiasauria es un grupo erigido originalmente por Royo-Torres et al. (2006) para incluir a Turiasaurus, Galveosaurus y Losillasaurus, todos ellos procedentes de la Formación Villar del Arzobispo (Titoniense-Berriasiense) de España. Turiasauria fue definido por sus autores como "todos los Eusauropoda más cercanos a Turiasaurus riodevensis que a Saltasaurus loricatus".
Análisis cladísticos (Royo-Torres et al., 2006; 1927) de 309 características y 33 taxones sugiere que los turiasaurios se sitúan por fuera de Neosauropoda y forman un grupo monofilético. Este clado es diagnosticado por la presencia de espinas neurales verticales, láminas posteriores centroparapofisiales en las vértebras dorsales, la ausencia de láminas pre- y postespinales en las vértebras dorsales, la ausencia de una cresta del acromión en la escápula, la presencia de una prominente cresta deltopectoral humeral, un desvío medial del extremo proximal del húmero, y una distintiva cresta vertical en la zona caudal de la mitad distal del cúbito.
Los rangos biogeográficos y estratigráficos de los Turiasauria siguen sin ser claros, pero Royo-Torres et al. (2006; 1927) han hecho la hipótesis de que el clado probablemente representa una radiación de saurópodos anterior al Titoniense que se originó en Europa. Otros miembros sin reconocer del grupo podrían evidenciarse por la presencia de dientes parecidos a los de Turiasaurus en el Jurásico de Portugal, Francia e Inglaterra (referidos a los géneros Neosodon y Cardiodon).
Turiasaurus demuestra que la evolución de un tamaño corporal gigantesco no estaba restringida a los clados de neosaurópodos tales como los Diplodocidae y Titanosauria, sino que se desarrolló de manera independiente al menos una vez en un linaje de saurópodos más basales, los turiasaurios.
Una tesis de 2009 publicada por José Barco propuso que Galveosaurus ni Losillasaurus eran turiasaurios. Posteriormente, una tesis de maestría de Francisco Gascó (2009) y Royo-Torres et al. (2009) reafirmaron la validez de Turiasauria.
Restos de una especie de enorme tamaño de turiasaurio, aún no descrita formalmente, han sido excavados en Charente, al oeste de Francia